# Renault Ceres
Renault Ceres war eine Traktor-Baureihe der Renault Agriculture, der ehemaligen Traktorensparte des französischen Automobilherstellers Renault, die von 1993 bis 2003 in vier Generationen im Werk Le Mans produziert wurde.
Die Traktoren wurden auch für John Deere als Baureihe 3000 gefertigt.

## Varianten
Renault Ceres wurde in folgenden Modellen gebaut:
| Modell            | Motor                                 | Hubraum in cm³ | Motorleistung in kW (PS) | Bauzeit   |
| ----------------- | ------------------------------------- | -------------- | ------------------------ | --------- |
| Renault Ceres 65  | Dreizylinder-MWM-Motor                | 3.117          | 40 (54)                  | 1993–1995 |
| Renault Ceres 70  | Dreizylinder-MWM-Motor                | 3.117          | 44 (54)                  | 1993–1995 |
| Renault Ceres 75  | Vierzylinder-MWM-Motor                | 3.864          | 48 (65)                  | 1993–1995 |
| Renault Ceres 85  | Vierzylinder-MWM-Motor                | 4.156          | 55 (75)                  | 1993–1995 |
| Renault Ceres 95  | Vierzylinder-MWM-Motor                | 4.156          | 63 (85)                  | 1993–1995 |
| Renault Ceres 65  | Dreizylinder-DPS-Motor                | 2.940          | 40 (54)                  | 1995–1998 |
| Renault Ceres 75  | Vierzylinder-DPS-Motor                | 3.920          | 48 (65)                  | 1995–1998 |
| Renault Ceres 85  | Vierzylinder-DPS-Motor                | 4.530          | 55 (75)                  | 1995–1998 |
| Renault Ceres 95  | Vierzylinder-DPS-Motor mit Turbolader | 3.920          | 63 (85)                  | 1995–1998 |
| Renault Ceres 310 | Dreizylinder-DPS-Motor                | 2.940          | 40 (55)                  | 1998–2001 |
| Renault Ceres 320 | Vierzylinder-DPS-Motor                | 3.920          | 48 (65)                  |           |
| Renault Ceres 330 | Vierzylinder-DPS-Motor                | 4.530          | 55 (75)                  |           |
| Renault Ceres 340 | Vierzylinder-DPS-Motor mit Turbolader | 3.920          | 63 (85)                  |           |
| Renault Ceres 325 | Vierzylinder-DPS-Motor                | 4.525 / 4530   | 49 (67)                  | 2001–2003 |
| Renault Ceres 335 | Vierzylinder-DPS-Motor                | 4.525 / 4530   | 57 (77)                  |           |
| Renault Ceres 345 | Vierzylinder-DPS-Motor mit Turbolader | 4.525 / 4530   | 64 (87)                  |           |
| Renault Ceres 355 | Vierzylinder-DPS-Motor mit Turbolader | 4.525 / 4.530  | 71 (97)                  |           |